# Dymitr Aba
Dymitr Aba (ur. pod koniec XII w., zm. po 8 października 1251) – węgierski możnowładca z rodu Abów, komes Waszwaru, senescalcus i magister dapiferorum Andrzeja II w latach 1220–1230 i jego syna Kolomana w 1232, sędzia nadworny i żupan bakoński od ok. 1233, komes bodrogski.

## Życiorys
W źródłach Dymitr pojawia się po raz pierwszy jako opiekun wysłanego na Ruś królewicza węgierskiego Kolomana, syna Andrzeja II. W 1215 otrzymał stanowisko stolnika Kolomana, który objął władzę na Rusi Halickiej. W 1221 wsławił się w walkach na Rusi, za co na mocy dokumentu z 8 lutego 1240 otrzymał ziemię „Neccha”. Uczestniczył również w wyprawie krzyżowej Andrzeja II, podczas której ponownie wykazał się męstwem. Po powrocie z niej został komesem Waszwaru i sprawował tę funkcję najpóźniej do 1223. W latach 1220–1230 znajdował się w bliskim otoczeniu Andrzeja II jako jego senescalcus (seneszal) i magister dapiferorum (stolnik). W 1232 r. został wspomniany jako magister dapiferorum również w dokumencie księcia Slawonii Kolomana. Wkrótce otrzymał władzę w komitacie bakońskim i stanowisko sędziego nadwornego. 
Po śmierci Andrzeja II w 1235 dotychczas wysoka pozycja Dymitra w państwie uległa osłabieniu. W dokumentach Beli IV, syna i następcy Andrzeja, z lat 1236–1240 występował on na odległym miejscu jako komes bodrogski. Prawdopodobnie wówczas przeszedł na stronę Kolomana, który w 1240 nazwał go swoim stolnikiem. Po walkach z Mongołami w latach 1240–1242 Dymitr odzyskał swoją pozycję w państwie węgierskim. W latach 1243–1244 i 1246 powracał na stanowisko sędziego nadwornego. Ostatni raz jako osoba żyjąca Dymitr został wymieniony w dokumencie z 8 października 1251 r.
Dymitr Aba był prawdopodobnie dwukrotnie żonaty. O pierwszej żonie możnowładcy nie zachowały się w źródłach żadne wzmianki. Obecnie Dymitr Aba jest identyfikowany z bojarem węgierskim, którego najwcześniej w 1248 r. poślubiła księżniczka ruska Anastazja Aleksandrówna. Pozostawił po sobie trzech synów: Aleksander i Dymitr prawdopodobnie pochodzili z pierwszego małżeństwa, zaś Piotr z drugiego. W 1263 synowie Dymitra toczyli spór dotyczący dziedziczenia ziemi „Nehche”, zapewne identycznej z ziemią otrzymaną przez Dymitra w 1240.